# Пинчук, Вадим Григорьевич
Вадим Григорьевич Пинчук (28 декабря 1930 — 29 марта 1996) — деятель советской медицины, академик Академии медицинских наук Украины, доктор медицинских наук, профессор, лауреат Государственной премии УССР в области науки и техники (1981), Государственной премии Украины в области науки и техники (1999, посмертно) и премии им. А. А. Богомольца АН Украины (1979), директор Института экспериментальной патологии, онкологии и радиобиологии им. Г. Е. Кавецкого НАН Украины, заведующий отделом цитологии опухолевого роста того же института.
Родился в семье служащего в Полтаве.

## Научная работа
Основные направления научных исследований: канцерогенез и анализ отдалённых последствий аварии на ЧАЭС. Им изучены закономерности развития злокачественных опухолей в послеаварийном периоде в эксперименте, показано синергический эффект постоянного воздействия малых доз ионизирующей радиации низкой интенсивности и вредных факторов внешней среды.
Автор почти 300 научных трудов, из них 12 монографий. Подготовил 6 докторов и 12 кандидатов наук.
Был главным редактором журнала «Экспериментальная онкология» (до 1996 года), членом редколлегий журналов «Доклады НАН Украины» и «Anticanser Research».
Основные научные труды:
- «Экспериментальные опухоли печени» (1978);
- «Синдром эндогенной интоксикации» (1979);
- «Клонально-селекционная концепция опухолевого роста» (1987);
- «Иммуноцитохимия и моноклинальные антитела в онкогематологии»(1990);
- «Радиобиологические аспекты аварии на ЧАЭС» (1992);
- «Онкология. Словарь-справочник» (1992).

## Память
На здании Института экспериментальной патологии, онкологии и радиобиологии им. Г. Е. Кавецкого НАН Украины по адресу ул. Васильковская, 45. 1 декабря 2009 года установлена гранитная мемориальная доска Вадиму Пинчуку.